# ملعب توانكو عبد الرحمن
ملعب توانكو عبد الرحمن (بالإنجليزية: Tuanku Abdul Rahman Stadium)‏ هو ملعب كرة قدم متعدد الأغراض يقع في ماليزيا، يتسع لـ 40,000 متفرج.

## التاريخ
افتتح الملعب عام 1992. تم تجديده في 2004.